# Girolamo Gallarati
Girolamo Gallarati (Milano, ... – Cozzo, 28 ottobre 1568) è stato un vescovo cattolico italiano.

## Biografia
Girolamo Gallarati, figlio di Cattalano e di Amabilia sorella del cardinale Giovanni Gerolamo Morone, patrizio milanese, fu vescovo di Nepi e Sutri dal 27 maggio 1560. Successe immediatamente nell'incarico episcopale a San Pio V. In qualità di vescovo nepesino e sutrino partecipò al Concilio di Trento, come si evince dal catalogo dei padri tra i vescovi di papa Pio IV: Hieronymus Gallaratus Mediolanensis episcopio Sutrinus.
Con le bolle del 14 settembre 1564 venne nominato vescovo di Alessandria prendendone il possesso il 3 giugno 1565. Subito successivamente il suo ingresso nella diocesi di Alessandria intraprese la visita pastorale e, nello stesso anno 1565, convocò il sinodo diocesano durante il quale fece pubblicare il testo finale del Concilio di Trento ormai volto al termine. Sempre nel 1565 partecipò al primo sinodo milanese, voluto dal cardinale Carlo Borromeo. Come si legge negli atti dello stesso sinodo fu presente alla prima congregazione del 14 ottobre 1565, in cui fra i vescovi si legge Hieronymus Gallaratus Alexandr..
Constatate le difficoltà e l'incomodo della popolazione, per un'ordinanza del consiglio generale risalente al 12 marzo 1347 per la soggezione degli abitanti di Alessandria alla cattedrale, con decreto datato 20 maggio 1566 ridistribuì con chiarezza i confini delle singole parrocchie definendo comunità certe all'interno di confini certi. Con decreto del 2 luglio dello stesso anno ridusse sensibilmente il numero generale delle parrocchie.
Fondò il seminario, attuando così i nuovi dettami tridentini, con lettere del 21 maggio 1566. In ottemperanza ai dettami del sinodo milanese, poi, fece togliere le armi, le insegne, gli stendardi e altri trofei che si soleva appendere nelle chiese; fece inoltre eliminare le tombe in costrutti sopra terra.
Morì a Cozzo, nel feudo di famiglia, il 28 ottobre 1568.